# 德國隊：四星之路
德國隊：四星之路（Die Mannschaft）是一部紀錄片電影，紀錄了2014年德國國家足球隊在巴西世界盃足球賽奪下冠軍的歷程。從球隊在南蒂羅爾訓練營訓練、在巴西選手村Campo Bahia備戰、在馬拉卡納體育場奪冠、回到柏林慶祝等，鏡頭下也紀錄了球員和教練在足球場上及場外的趣事。
該紀錄片之預告片在2014年10月29日釋出。2014年11月10日在柏林舉行電影首映會。2014年11月13日由康斯坦丁影業推出，在500家電影院播映。2015年1月2日該紀錄片在電視上第一次播出。

## 外部連結
- Trailer von Die Mannschaft （页面存档备份，存于）在 dfb.de
- Die Mannschaft （页面存档备份，存于） 在 Internet Movie Database （页面存档备份，存于） (英語)
- Die Mannschaft （页面存档备份，存于）